# Шуттер
Шуттер (нем. Schutter) — река в Германии, протекает по земле Баден-Вюртемберг. Длина реки — 57 км. Площадь водосбора — 336 км².
Река впадает в Кинциг недалеко от форта Kirchbach (XIX век), одного из трех фортов предмостового укрепления Страсбурга — крепости Кель — охранявшей мост через Рейн. Кроме того, вдоль реки располагалась линия крепостей Даутенштайн, Лар, построенных императором Фридрихом II в начале XIII века.